# Rožanstvo
Rožanstvo (Servisch cyrillisch Рожанство) is een plaats in de Servische gemeente Čajetina. De plaats telt 457 inwoners (2002).